# ジュノーI
ジュノー I（Juno I）は、アメリカ合衆国が開発・運用したロケット。4段式であり、1958年1月にアメリカ初の人工衛星であるエクスプローラー1号を打ち上げた。レッドストーンシリーズのロケットであり、ジュピターC観測ロケットの発展型である。混同される場合があるジュノーII(Juno II)はPGM-19 ジュピター中距離弾道ミサイルに由来する。

## 開発
ジュノーIはジュピターCロケットの発展型として開発された。ジュピターCの3段目の上部に、4段目を追加したものである。3段目が燃焼した後に、4段目が点火して18,000 mph (8 km/s)の地球周回速度に達する。ヴェルナー・フォン・ブラウンが提案したオービター計画に基づき、1956年にこの多段式システムが設計された。上段の誘導装置を取り除いても、機構が単純化された多段式システムは、ペイロードを軌道に投入する有効な方法とされたが、誘導装置が無い事により正確な軌道へは投入する事が出来なかった。4段式のジュノーIの3段式のジュピターCの全高は両方とも同じ(21.2m)であり、ジュノーIの追加された4段目は、3段目からのノーズコーン内に置かれている。

## 歴史

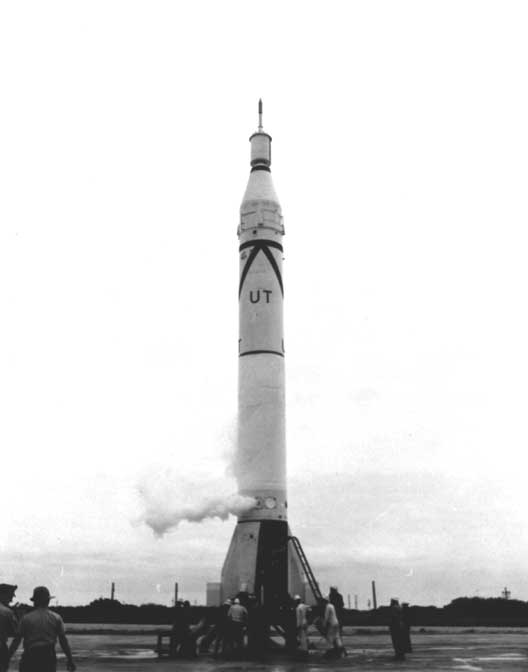
エクスプローラー3号を打ち上げるジュノー I

ジュノーIによるエクスプローラー1号の打ち上げはアメリカに大きな成功をもたらしたが、5回の打上げのうち、2回だけ（エクスプローラー3号と4）が成功した。これは、ヴァンガード・ロケットとバイキング・ロケットシリーズの打ち上げの失敗の後にもたらされたものであった。
ジュノーIの相対的な成功の後、フォン・ブラウンはレッドストーンよりもPGM-19 ジュピターの1段目を使用してジュノーIIを開発した。
ジュノーIは6基打ち上げられている:
- 1958年1月31日: エクスプローラー1号の打上げ成功。衛星の重量は30.66 lb (13.91 kg)でペイロード重量が18.35 lb (8.32 kg)である。軌道は近点が224 mi (360 km),遠点が1,575 mi (2,535 km)だった。エクスプローラー1号からの送信は電池切れで1958年5月23日に停止したがその後12年間以上にわたり周回を続けた。1970年3月31日に太平洋へ落下した。

- 1958年3月5日: エクスプローラー2号の打上げ失敗、軌道投入不成功。衛星の重量は31.36 lb (14.22 kg)でペイロード重量が18.83 lb (8.54 kg)である。4段目に着火できず失敗した。

- 1958年3月26日: エクスプローラー3号の打上げ成功。衛星の重量は31.0 lb (14.0 kg)でペイロード重量が18.53 lb (8.41 kg)である。軌道は近点が119 mi (192 km), 遠点が1,740 mi (2,800 km)だった。1958年6月28日に落下した。

- 1958年7月26日: エクスプローラー4号の打上げ成功。衛星の重量は37.16 lb (16.86 kg)でペイロード重量が25.76 lb (11.68 kg)である。軌道は近点が163 mi,遠点が1,373 mi (2,210 km)だった。1959年10月23日に落下した

- 1958年8月24日: エクスプローラー5号の打上げ失敗、軌道投入不成功。衛星の重量は37.16 lb (16.86 kg)でペイロード重量が25.76 lb (11.68 kg)である。分離後、ブースターが2段目に衝突して上段の燃焼角度がずれて失敗した。

- 1958年10月23日: 12 ft (3.7 m)の膨張型航法衛星を軌道に投入した。衛星の重量31.5 lb (14.3 kg)でペイロード重量が18.3 lb (8.3 kg)である。ブースターから途中で2段目が分離して失敗した。